# Ronnachai Sayomchai
Ronnachai Sayomchai (thailändisch รณชัย สยมชัย, * 14. September 1966 in Chaiyaphum) ist ein ehemaliger thailändischer Fußballspieler.

## Karriere
Ronnachai Sayomchai stand von 1985 bis 1986 beim Singhtarua FC, dem heutigen Port FC, in der thailändischen Hauptstadt Bangkok unter Vertrag. 1987 wechselte er nach Malaysia. Hier spielte er bis Mitte 1990 beim Sri Pahang FC in Kuantan. Mitte 1990 kehrte er zu seinem ehemaligen Verein Singhtarua zurück. 1998 wurde er mit 21 Toren Torschützenkönig der Thai Premier League. 2000 wechselte er zum Ligakonkurrenten Chula-Sinthana. 2004 stieg er mit dem Verein in die zweite Liga ab. 2005 erfolgte der Abstieg in die dritte Liga. 2006 wurde man Meister der dritten Liga und stieg direkt wieder in die zweite Liga auf. Nach einem zweiten Platz 2007 stieg der Klub wieder in die erste Liga auf. Nach dem Aufstieg beendete er am 1. Januar 2008 seine Karriere als Fußballspieler.

## Erfolge
Chula-Sinthana
- Regional League Division 2: 2006  ▲
- Thai Premier League Division 1: 2007 (Vizemeister)  ▲

## Auszeichnungen
Thai Premier League
- Torschützenkönig: 1998